# 兰布尔
兰布尔（法語：Lumbres，法語發音：[lœ̃bʁ]）是法国上法蘭西大區加来海峡省的一个市镇，属于圣奥梅尔区。

## 地理
兰布尔（50°42'19"N, 2°7'14"E）面积9.9 平方千米，位于法国上法蘭西大區加来海峡省，该省份为法国北部沿海省份，西北濒北海，南至索姆省，东临北部省。
与兰布尔接壤的市镇（或旧市镇、城区）包括：凯尔姆、埃尔讷、阿坎-韦斯特贝库尔、阿夫兰格、巴扬冈莱瑟南冈、塞克。
兰布尔的时区为UTC+01:00、UTC+02:00（夏令时）。

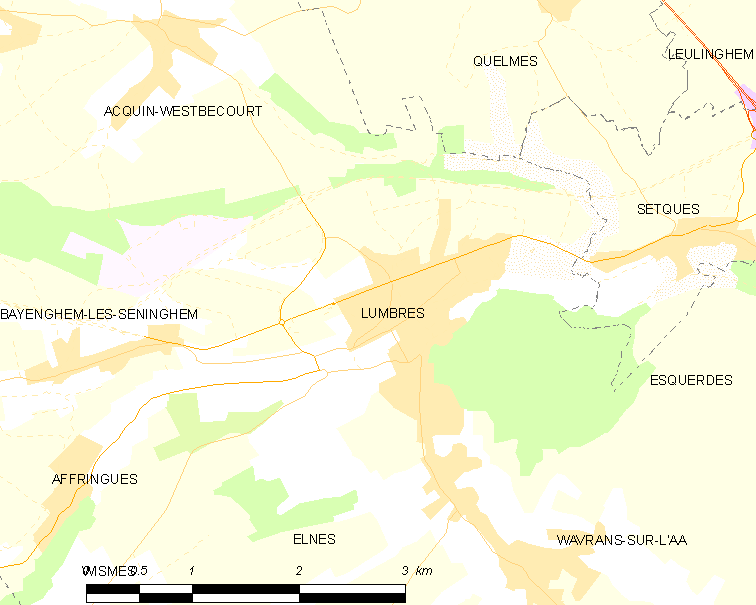
兰布尔的OSM定位图

## 行政
兰布尔的邮政编码为62380，INSEE市镇编码为62534。

## 政治
兰布尔所属的省级选区为兰布尔县。

## 人口

1962-2008年间兰布尔人口变化图示

兰布尔于2022年1月1日时的人口数量为3577人。